# 만토바 변경백국
만토바 변경백국(Marchesato di Mantova)은 이탈리아 북부에 있었던 국가로, 신성 로마 제국에 속해있었다.

## 만토바의 변경백
- 만토바 변경백 잔프란체스코 1세 곤차가, 초대 변경백 (1433–1444)
- 만토바 변경백 루도비코 3세 곤차가 (재위 기간: 1444–78), 잔프란체스코의 아들
- 만토바 변경백 페데리코 1세 곤차가 (재위 기간: 1478–84), 루도비코 3세의 아들
- 만토바 변경백 프란체스코 2세 곤차가 (재위 기간: 1484–1519), 페데리코 1세의 아들
- 만토바 공작 페데리코 2세 곤차가 (변경백으로서 재위 기간: 1519–1530), 프란체스코 2세의 아들